# محسة
المِحَسَّة أو الفِرجَون أداة ينفض بها الغبار والتراب عن الدواب عامة، وهي خاصة مشط لشعر الفرس. وأصل كلمة الفِرجون فارسيُّ.